# جون أ. ودكوك جونيور
جون أ. ودكوك جونيور (بالإنجليزية: John A. Woodcock Jr.)‏ هو قاضي ومحامي أمريكي، ولد في 1950 في بانجور في الولايات المتحدة.